# Vila Guilherme (bairro de São Paulo)
Vila Guilherme é um bairro situado na zona nordeste do município de São Paulo pertencente ao distrito de Vila Guilherme. É administrado pela subprefeitura de Vila Maria. O bairro é classificado pelo CRECI como "Zona de Valor D", assim como outros bairros da capital: Casa Verde, Carandiru e Brás.